# Сант'Агата дел Бианко
Сант'А̀гата дел Биа̀нко (на италиански: Sant'Agata del Bianco) е село и община в Южна Италия, провинция Реджо Калабрия, регион Калабрия. Разположено е на 436 m надморска височина. Населението на общината е 649 души (към 2012 г.).